# Đại học MCPHS
MCPHS University (Tên cũ:
Massachusetts College of Pharmacy and Health Sciences) là một tổ chức giáo dục
tư nhân định vị tại Trung tâm Y tế và Trung tâm Học Đường của thành phố Boston,
tiểu bang Massachusetts. Là một tổ chức với một lịch sử nổi bật về đào tạo sinh
viên ngành y, MCPHS University cung cấp chương trình truyền thống và tăng tốc.
MCPHS University vừa đào tạo học sinh với một cơ sở kiến thức vững chắc, vừa tạo
cơ hội cho sinh viên được trực tiếp thực hành với môi trường làm việc của một
dược sĩ cũng như các ngành y khoa khác. Trường cư trú ngay tại trung tâm y
khoa cung cấp cho sinh viên nhiều cơ hội được 
trao tiếp thực tiễn với các tổ chúc y khoa và nghiên cứu khác. Từ năm
2000, MCPHS đã thành lập thêm hai cơ sở tại Worcester tiểu bang Massachusetts
và Manchester tiểu bang New Hampshire. 

## Lịch sử
Thành lập vào năm 1823 với tên gọi Massachusetts College of Pharmacy bởi mười bốn vị dược sĩ, MCPHS là tổ chức giáo dục cao học lâu đời nhất tại Boston. MCPHS University cũng là tổ chức lâu đời đứng thứ hai về dược và lớn nhất tại United States., chỉ đứng sau Philadelphia College of Pharmacy (Tên hiện tại là Universtiy of the Science in Philadelphia), được thành lập vào năm 1821. Năm 1825, trường xuất bản the First American Pharmaceutical Library
Catalogue, liệt kê chi tiết tác dục của nhiều loại dược phẩm. Năm 1852, trường đã nhân được hiến chương từ Tòa án Lớn của Massachusetts cho tấm bằng đại học đầu tiên.
Năm 1918, MCPHS University đã thành lập George Robert Tòa Nhà Trắng ở Trung tâm Y tế của thành phố Boston cứ ngụ tại quảng trường Longwood để làm cơ sở chính. Năm 1979, Tổng Tòa án Liên Bang Massachusetts đã thông qua một sự thay đổi trong điều lệ của trường để cho phép chính quyền cấp văn bằng về khoa học y tế và nhờ đó, trường đã chính thức đổi tên thành Massaschusetts College of Pharmacy and Health Sciences.
Massachusetts College of Pharmacy and Health Sciences đã phát triển để bao gồm trường Dược, trường Khoa Học Y tế và trường Nghệ thuật Khoa Học. Năm 2000, MCPHS University đã mở thêm cơ sở tại Worcester, Massachusetts và Manchester, New Hampshire. Năm 2002, Trường Forsyth cho Nha Khoa Vệ Sinh cũng đã được mua lại và sáp nhập vào các trường đại học, nhà ở và chương trình nha khoa vệ sinh của trường.
Trong học kỳ mùa xuân năm 2013, trường mở rộng tên thành MCPHS University để phản ánh sự đa dạng của các trường đại học trong khuôn viên trường.

## Cơ sở vật chất tại MCPHS University

### Boston
Massachusetts College of Pharmacy and Health Sciences cư ngụ tại số 179 Longwood Avenue tại Trung tâm Y tế và Giáo dục tại thành phố  Boston. Xung quanh MCPHS Universty là Trường Cao đẳng Nghệ thuật và Thiết kế Massachusetts, Trường Y Harvard cũng như nhiều tổ chức chăm sóc sức khỏe nổi tiếng, chẳng hạn như Bệnh viện Nhi Boston, Viện
Ung thư Dana-Farber, Brigham và Bệnh viện phụ nữ và Beth Israel Medical Center Deaconess. Trong khuôn viên Boston bao gồm ba tòa nhà chính: George Robert tòa nhà trắng,
Ronald A. Matricaria và tòa nhà John Richard Fennell, tất cả cấu trúc liên kết
với nhau và ký túc xá sinh viên nằm ngay trong khuôn viên trường.
Tòa nhà riêng biệt thứ tư, The Richard E. Griffin,
mở cửa vào tháng 1 năm 2009 bao
gồm trường của Trường Cao đẳng Điều dưỡng, Trường Bác
sĩ trợ lý nghiên cứu và Văn phòng Quan hệ Cao
đẳng. Griffin là tòa nhà bao gồm sáu tầng, xây dựng
hình
tam giác chứa gần 50.000
feet vuông (4.600 m2) của các lớp học, giảng
viên và nhân viên văn phòng và
phòng thí nghiệm giảng dạy mô phỏng
lâm sàng. Griffin cũng bao
gồm trung tâm công nghệ cao cấp, một giảng đường với 230 chỗ ngồi và tầng trên
cùng là phòng đa chức năng với tầm nhìn ra Trung tâm của Thành phố Boston.
Các cơ sở nghiên cứu tại MCPHS được trang bị cho từng
lĩnh vực học tập chuyên môn.
Trường
được trang bị
thiết bị chuyên dụng như một
bộ dành cho nghiên cứu đồng vị
phóng xạ, một phòng thí nghiệm phát
triển sản phẩm được trang bị cho dược
phẩm và một cơ sở để sản xuất
chất lỏng, thuốc mỡ, và các sản phẩm
mỹ phẩm vô trùng. Dụng cụ bao gồm hồng
ngoại, tia cực tím, và quang phổ
kế cộng hưởng từ hạt nhân,
chromatographs khí, và chromatographs lỏng
cao áp. Cơ sở nghiên cứu máy tính và động vật
cũng có sẵn. Ngoài ra, các
dụng cụ dành cho nghiên cứu, nếu không có sẵn trong khuôn viên
trường, sẽ có sẵn tại các
tổ chức khác trong khu vực Greater Boston / Cambridge thông qua phái lâm sàng
và học tập.

### Worcester
Cư ngu tại số 19, 25, 40 Foster
Street, 28 Mechanics Street, and 10 Lincoln Street tại trung tâm thành phố
Worcester, Massachusetts. Massachusetts College of Pharmacy và Worcester nhà
trường Khoa học Y tế của chương trình tăng tốc của tổ chức trong điều
dưỡng và Tiến sĩ Dược cũng như của Thạc sĩ, Bác sĩ
trong chương
trình Trợ lý nghiên cứu và tiến sĩ của chương trình
Optometry cho sinh viên sau cử nhân.
MCPHS-Worcester
bao
gồm ba tòa nhà chính được
gọi chung là Trung
Tâm Sinh Hoạt và Giáo dục. Trung tâm Sinh Hoạt và Giáo dục bao gồm tất cả các tiện nghi trong khuôn viên trường
gồm ký túc xá theo
phong cách căn hộ dành
cho 130
sinh viên, phòng học, thính phòng,
thư viện và phòng máy tính, phòng
thí nghiệm, cơ sở hành chính,
phòng học, phòng chờ, và một cửa hàng tiện lợi.
Ngày 21 tháng 9 năm 2009, Massachusetts College of
Pharmacy and Health Science chính thức thành lập cơ sở mới tại trung tâm thành
phố Worcester. Trường đã mua lại tòa nhà từng được mang tên The Protocol
Building năm 2008. Cơ sở
mới sẽ
tăng gấp đôi kích thước của Trường
Dược ở Worcester / Manchester. Khi mở rộng tuyển sinh
được thực hiện đầy đủ, trường sẽ nhận vào tổng cộng 750 học sinh của chương
trình Tiên Sĩ Dược (tổng số 1000 sinh viên trên tất cả các chương trình) tại
MCPHS Worcester. 

### Manchester
Khuôn viên Manchester, New Hampshire của Massachusetts College of Pharmacy và Khoa học Y tế được đặt
tại số 1260 Elm Street trong trung
tâm thành phố Manchester. Trong
định dạng tương tự như của Worcester, trong khuôn viên MCPHS-Manchester cũng
cung cấp các chương trình tăng
tốc trong điều dưỡng, Tiến sĩ Dược
và Thạc sĩ Bác sĩ trợ lý nghiên cứu cho
sinh viên sau tú tài. Nội
trong 33.000 foot vuông (3.100
m2) của MCPHS Manchester, bao gồm thư viện, lớp học,
phòng thí nghiệm, phòng hội thảo, cơ
quan hành chính, và không gian
sinh viên. Nhiều
lớp học tại Manchester được trang bị
cho hội nghị truyền hình với lớp học tại
Worcester.

## Giáo dục
Massachusetts College of Pharmacy and
Health Sciences bao gồm ba trường khác nhau. Trường
Nghệ thuật và Khoa học kết hợp chương trình đại học trong Hóa học, Tâm lý học
Y tế, Y tế, Sinh
học phân tử, và Pre-Medical Sciences.
Trường Khoa học Y tế bao gồm tất cả các chương trình trong Vệ sinh răng miệng, khoa học phóng xạ, bác
sĩ trợ lý nghiên cứu, và điều dưỡng. Trường
Dược bao gồm Dược,
Khoa học Dược phẩm và tiếp thị dược phẩm
và các chương trình quản lý.
Kết hợp chương trình thạc sĩ và tiến sĩ trong
dược Hóa học, Dược,
Dược phẩm, sản phẩm tự nhiên, Optometry, quy định thuốc
giao và chính sách y tế. Trường cũng cung cấp Postbaccalaureate Cử nhân Chương trình Khoa học và
chứng chỉ cao cấp trong nha khoa vệ sinh,
cộng hưởng từ hình ảnh, Công nghệ
Y học hạt nhân, chẩn đoán y tế Siêu âm, chụp cắt
lớp, chụp ảnh phóng xạ và bức xạ trị liệu cho kỹ
thuật viên y tế.
Theo US News & World Report, Massachusetts College
of Pharmacy and Health Sciences được xếp hạng trong số các trường Đại học hàng đầu trên toàn quốc
cho các chương trình sau đại học trong ngành Dược, nghiên cứu trợ lý bác sĩ và Hóa học. 

## Quan Hệ Quốc tế
Trong thập kỉ vừa qua, MCPHS University đã có những bước
tiến lớn trong việc phát triển và mở rộng các chương trình mang tính quốc tế của
mình. Ngay tại thời điểm bây giờ, MCPHS có hơn 800 sinh viên quốc tế đến từ 60
quốc gia khác nhau trên cả ba cơ sở của trường Đại học, đại diện cho 12% cho tổng
cộng tất cả các sinh viên của trường, dự kiến con số này sẽ tang lên đến 20% tổng
số sinh viên trong vòng năm năm tới. 37 nhân viên toàn thời gian của MCPHS có
chứng chỉ đại học từ 25 quốc gia khác nhau trên thế giới trên 6 lục địa. Rất
nhiều nhân viên tham gia vào dự án quốc tế thông qua Trung tâm Nghiên cứu Quốc
tế và Trung tâm Quốc tế về Kinh tế Dược phẩm và chính sách.
MCPHS có các thỏa thuận
liên kết với các trường đại học và các trang web lâm sàng ở Belize, Bolivia,
Trung Quốc, Cuba, Dominica, Ireland, Nhật Bản, Hàn Quốc, Kuwait, Peru, St.
Kitts, Saudi Arabia, Đài Loan và Thổ Nhĩ Kỳ nơi đã đào tạo các giảng viên và
cung cấp các học sinh trao đổi, hội nghị quốc tế và cơ hội học tập phục vụ.
Trung tâm của Trường
Nghiên cứu quốc tế (CIS) là một mạng lưới các cá nhân và các cơ quan cung cấp một
quang phổ của các dịch vụ cho sinh viên quốc tế đến Đại MCPHS từ khắp nơi trên
thế giới, và sinh viên Mỹ tìm kiếm cơ hội giáo dục và chuyên nghiệp ở nước
ngoài. Trung tâm tập trung vào sự thành công của học sinh và sự tham gia của
toàn cầu, từ tuyển sinh qua tất cả các khía cạnh của kinh nghiệm học tập, và
khuyến khích sự hợp tác giữa các sinh viên, giảng viên và cựu sinh viên trong
việc đạt được một quan điểm quốc tế về giáo dục y tế, nghiên cứu và thực hành.
MCPHS hợp tác với các trường
cao đẳng của Trung tâm Cơ hội Giáo dục toàn cầu Fenway (GEO Center) để cung cấp
cho sinh viên của chúng tôi có cơ hội để học tập và đi du lịch ở nước ngoài.